# Forma (construção)

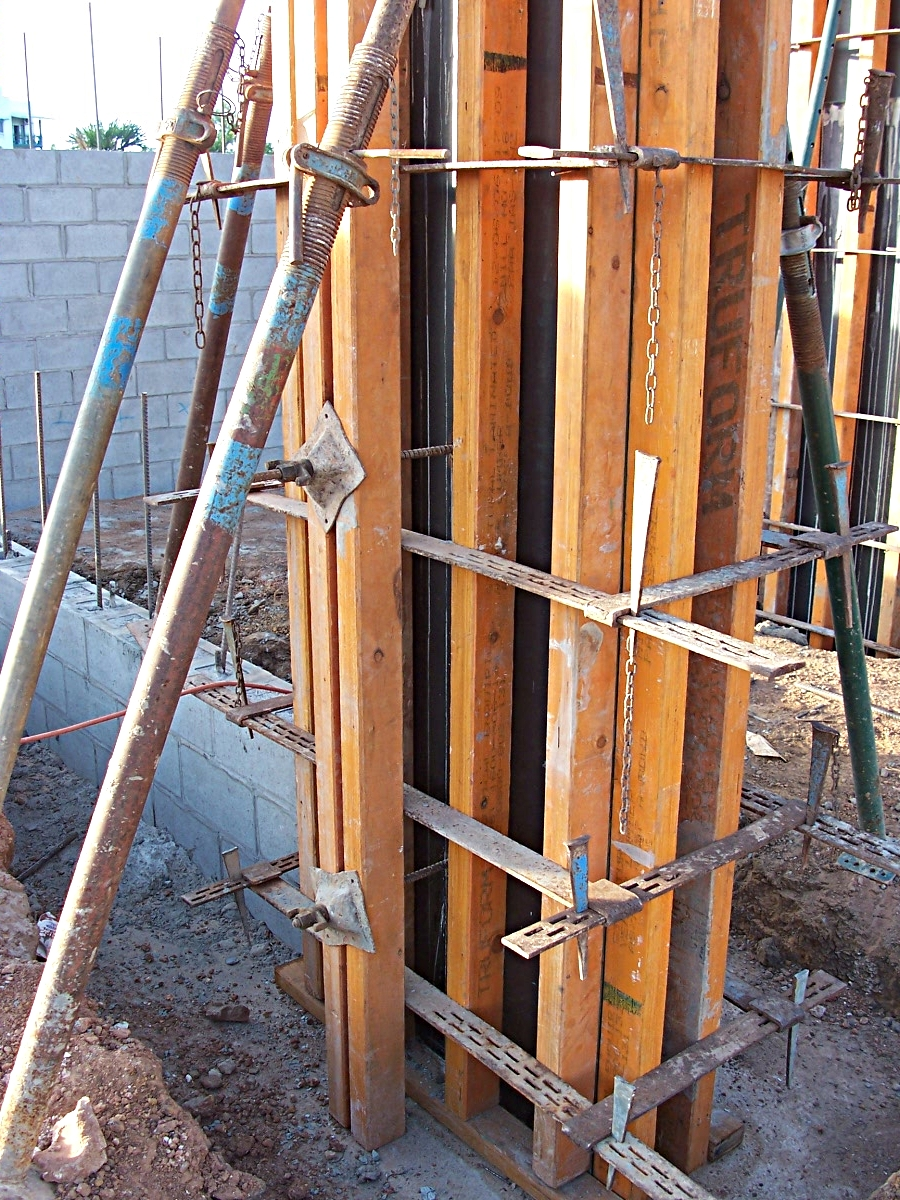
Forma de madeira.

A forma (pronunciado fôrma), por vezes também chamada molde ou  cofragem é um elemento constructivo utilizado para que materiais como o betão armado adquiram a forma desejada numa determinada estrutura ou construção.
Normalmente é constituída por painéis de madeira ou metal, embora também existam em materiais plásticos, como é o exemplos das formas em poliestireno expandido, vulgo esferovite, ou polietileno para zonas ocas. 
Algumas características:
Segundo o seu material ela pode ser regulável,  pode ser reciclável ou seja poderá ter uma nova utilidade, pode ser isolante, sob medida e bidirecional.   
Tipologia:
- modular;
- perdida;
- circular;
- de escalar;
- leve;

- pneumática.

Materiais:
- metálica;
- em plástico;
- em madeira;
- em cartão;
- em fibrocimento;
- em chapa;

- em compósito.

Aplicações técnicas:
- para pilar e colunas;
- para parede;
- para laje;
- para vigas;
- para convés;
- para túnel;
- para junta de dilatação;
- para arco;
- para fundações.